# Kingston (New Hampshire)
Pour les articles homonymes, voir Kingston.
Kingston est une ville du comté de Rockingham dans l'État du New Hampshire, aux États-Unis.
La ville avait une population s'élevant à 6 025 habitants lors du recensement de 2010 et a été incorporée en 1694.

## Tourisme
La maison de Josiah Bartlett, l'un des signataires de la Constitution des États-Unis, se trouve à Kingston. Il s'agit d'un National Historic Landmark.